# نيها دوبيا
نيها دوبيا هي ممثلة وعارضة أزياء هندية، وملكة جمال الهند النسائية السابقة عام 2002.

## حياتها المبكرة
ولدت نيها لوالدها القائد براديب دوبيا، والذي خدم في سلاح البحرية الهندي ووالدتها هي مانبيندر. ولها أخ أكبر، وهو هارديب.وكانت نيها من طائفة السيخ.
ذهبت إلى المدرسة البحرية العامة، ثم نقلت إلى مدرسة الجيش العامة، في داولا كوان، في نيو دلهي. أكملت تخرجها في التاريخ (مع مرتبة الشرف) من كلية يسوع ومريم، جامعة دلهي.

## حياتها المهنية

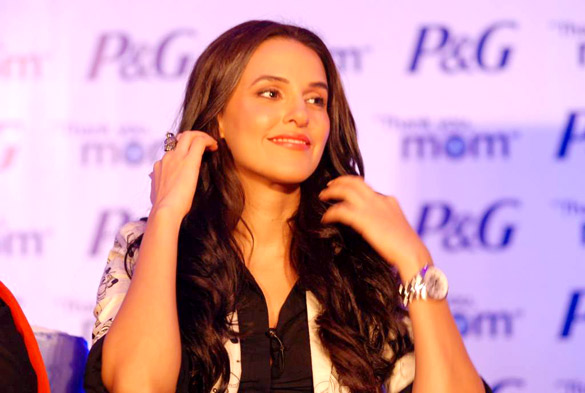
نيها دوبيا، 2012

بدأت نيها حياتها المهنية بمسرحية في نيودلهي كان اسمها الكتابة على الجدران.
بعد ذلك مثلت أغنية مصورة لفرقة شعبية بعنوان الابتهاج. وقامت أيضا بعروض للأزياء في العديد من الحملات الإعلانية. ثم مثلت مسلسلا تلفزيونيا بعنوان «راجداني». كما أنها عملت أغنية مع جينووين آند شايال بعنوان «بيبي».

### الفائزة في مسابقة ملكة الجمال
نيها وضعت في أعلى عشرة مرشحات في مسابقة ملكة جمال الكون 2002 في بورتوريكو.

### مهنة التمثيل
أفلام بوليوود مع قيامات : مدينة تحت التهديد (2003) والذي حقق نجاحاً في شباك التذاكر. ارتفعت شعبيتها مع دورها الجريء في فيلم جولي الذي أعطاها مكانة الرمز الجنسي. ثم تابعت نجاحها مع الدور المزدوج للأختان التوأم في الشيشة (2005) والذي لم يحقق نجاحاً جيداً في شباك التذاكر.استمرت بعد ذلك في الظهور في أفلام مثل كيا كول هاي هوم (2005) شوطوط آت لوكاندوالا (2007) والذي حقق نجاحاً في شباك التذاكر، وظهرت مؤخراً في جزء من فيلم مختارات دو كاهانييان (2007).
قدمت نيها دليلاً على أنها ممثلة ناجحة مع الأفلام المستحسنة على الجانبين النقدي والتجاري مثل فيلم "شوب شوب كي" (2006)، وفيلم "إيك كاليس كي لاست لوكال" (2007)، وفيلم "ميثيا" (2008)، وفيلم "ماهاراثي" (2008) وفيلم "سينج هو الملك" (2008)، وفيلم "داسفيدانيا" (2008).
هي الآن لديها ستة أفلام ينتظر صدورها في عام 2009 وهي فيلم "الدفع للضيوف"، وفيلم "بابو لا يستطيع رقص السالا"، وفيلم "رافتار"، وفيلم "رات جايي بات جايي"، وفيلم "أنا رقم 24" و{5ا}فيلم «دي دانادان».
ثم عملت على أول حلقات تليفزيونية مصغرة مع «كريس قطان» لقناة الأفلام المستقلة (IFC) بعنوان «بطل بوليوود»، والتي بثت في 6-8 أغسطس، 2009. تعمل نيها حاليا في مشروع المخرج فيبول شاه المقبل «إعادة العمل».

## قائمة الأفلام
| العام | الفيلم                                | الدور         | ملاحظات أخرى  |
| ----- | ------------------------------------- | ------------- | ------------- |
| 2000  | ناتو أودورو! نينجا دينسيتسو           | مينا          | يابانية       |
| 2003  | نيني إشتا بادانو                      |               | تيلجو         |
| 2003  | قيامات : مدينة تحت التهديد            | سابنا         |               |
| 2004  | جولي                                  | جولي          |               |
| 2004  | راخت : ما إذا كان يمكنك رؤية المستقبل | ريا           | ظهور خاص      |
| 2005  | سيسكييان                              | عائشة الشيخ   |               |
| 2005  | الشيشة                                | سيا / ريا     |               |
| 2005  | كيا هاي كول هوم                       | الدكتور ريخا  |               |
| 2005  | جارام ماسالا                          | ماجي          |               |
| 2006  | نادي القتال -- للأعضاء فقط            | كومال         | ظهور خاص      |
| 2006  | تسري آنخ                              | سابنا         |               |
| 2006  | شوب شوب كي                            | ميناكشي       |               |
| 2006  | أوتان                                 | كيران تالريجا |               |
| 2007  | مرتفعات دلهي                          | سوهانا        |               |
| 2007  | إي كيه كاليس كي لاست لوكال            | مادو          |               |
| 2007  | شوطوط آت لوكاندوالا                   | روهينى        |               |
| 2007  | هيي بابي                              |               | عنوان الأغنية |
| 2007  | دوس كاهانييان                         |               |               |
| 2008  | ميثيا                                 | سونام         |               |
| 2008  | راما راما كيا هاي دراما               | شانتي         |               |
| 2008  | دي تاالي                              | سارة          | ظهور خاص      |
| 2008  | سينغ هو الملك                         | جولي          |               |
| 2008  | داسفيدانيا                            | نيها دانوت    |               |
| 2008  | ماهاراثي                              | ماليكا        |               |
| 2009  | دي دانادان                            | قيد التصوير   |               |
| 2009  | إعادة العمل                           | قيد التصوير   |               |
| 2009  | الدفع للضيوف                          | باريكشيتس بوس |               |

## روابط خارجية
- نيها دوبيا على موقع IMDb (الإنجليزية)
- نيها دوبيا على موقع ميتاكريتيك (الإنجليزية)
- نيها دوبيا على موقع روتن توميتوز (الإنجليزية)
- نيها دوبيا على موقع ألو سيني (الفرنسية)
- نيها دوبيا على موقع ميوزك برينز (الإنجليزية)
- نيها دوبيا على موقع أول موفي (الإنجليزية)
- نيها دوبيا على موقع قاعدة بيانات الفيلم (الإنجليزية)
- نيها دوبيا على موقع كينوبويسك (الروسية)

1. ↑  Internet Movie Database (بالإنجليزية), QID:Q37312